# Boufatis
Boufatis (appelée Saint-Louis pendant la colonisation française) est une commune algérienne de la wilaya d'Oran.

## Toponymie
Le nom de la localité vient de la racine [FḌS]. Étymologiquement, il s'agit du génitif, autrement appelé complément du nom, du substantif berbère « afaḍis » (ⴰⴼⴰⴹⵉⵙ). Boufatis est le nom d'un endroit où on trouve du « lentisque ». Cet arbuste pousse dans les garrigues et les maquis des  plante pousse dans les régions au climat méditerranéen.

## Géographie

### Situation
| Hassi Bounif         | Ben Freha   | Bethioua                                                               |
| Sidi Chami; El Braya | Boufatis    | Alaïmia (Wilaya de Mascara)                                            |
| Oued Tlelat          | Oued Tlelat | Oggaz (Wilaya de Mascara) , Ras El Aïn Amirouche (Wilaya de Mascara) . |